# Südweststadion
Das Südweststadion ist ein Fußballstadion mit Leichtathletikanlage in der Stadt Ludwigshafen am Rhein in Rheinland-Pfalz.

## Geschichte
Zur ersten Errichtung des Stadions gibt es unterschiedliche Angaben. Nach einer Darstellung wurde das damalige Adolf-Hitler-Stadion zwischen 1937 und 1940 errichtet und bot nach seiner Fertigstellung Platz für 14.000 Zuschauer. Nach einer anderen Darstellung wurde mit der Planung 1938 begonnen und als erste Baumaßnahme das Gelände mit Müll aufgeschüttet. Die Pläne seien dann aber wegen des Zweiten Weltkriegs verworfen worden.
Ab 1949 wurde das Stadion mit Trümmerschutt aus Ludwigshafen und aus Mannheim (wieder) aufgebaut. Die Eröffnung fand am 11. November 1950 statt. Das Fassungsvermögen betrug zu dieser Zeit offiziell 41.383 Plätze – mehr, als ursprünglich geplant, da reichlich Trümmerschutt vorhanden gewesen war.
Zwischen 1950 und 1970 fanden im Südweststadion zahlreiche bedeutendere Sportveranstaltungen statt. Der Besucherrekord wurde im Jahr 1952 beim Endspiel um die deutsche Fußballmeisterschaft zwischen dem VfB Stuttgart und dem 1. FC Saarbrücken verzeichnet. Die 83.000 Zuschauer konnten durch zusätzliche Tribünen untergebracht werden. Der 1. FC Kaiserslautern trug wegen der verglichen mit seinem heimischen Betzenbergstadion deutlich höheren Zuschauerkapazität viele seiner Endrundenspiele um die deutsche Meisterschaft im Südweststadion aus. Zu Beginn der Bundesligasaison 1978/79 war der 1. FC Kaiserslautern aufgrund des Ausbaus des eigenen Stadions am Betzenberg zwei Heimspiele lang Gast im Südweststadion. Von 1983 bis 1989 trug der SV Waldhof Mannheim in Ermangelung eines eigenen bundesligatauglichen Stadions 102 Bundesligaspiele im Südweststadion aus. Von 2005 bis 2009 trug der FSV Oggersheim seine Heimspiele in dieser Spielstätte aus. Das Südweststadion wurde lange auch für kulturelle Großveranstaltungen (Open-Air-Konzerte) genutzt. Internationale Künstler, die in der Anlage auftraten, waren unter anderem Elton John, Michael Jackson, Peter Maffay, Metallica, Iron Maiden, Eros Ramazzotti, Bon Jovi, Herbert Grönemeyer und Bruce Springsteen.
Inzwischen befindet sich das Südweststadion in einem schlechten Zustand, da sich kein finanzkräftiger Mieter findet. Die Stehtribünen in beiden Kurven sind wegen Baufälligkeit gesperrt. Nach dem Aufstieg des FSV Oggersheim 2007 in die Fußball-Regionalliga Süd hatte die Stadt Ludwigshafen die Anlage für rund 1,5 Millionen Euro renoviert, um vor allem den Sicherheitsanforderungen des DFB zu entsprechen. Seitdem ist die Kapazität auf 6.000 Plätze (4.500 Sitz- und 1.500 Stehplätze) beschränkt. 2018 wurde für 700 000 Euro die Laufbahn saniert. Auf Initiative der SPD-Fraktion im Ludwigshafener Stadtrat hin untersuchten die Technischen Werke Ludwigshafen im Jahr 2024 die Aufstellung von Solarmodulen auf den ungenutzten Seitentribünen. Damit sollten nicht nur Einnahmen generiert werden, sondern auch das Erscheinungsbild des Stadions mit den inzwischen überwucherten Seitentribünen verbessert werden. Die Untersuchung kam allerdings zu dem Ergebnis, dass der Boden der Ränge nicht stabil genug für das Vorhaben und eine Sanierung nicht wirtschaftlich sei.

## Bedeutende Fußballspiele

### Meisterschaftsfinale
- 22. Juni 1952: VfB Stuttgart – 1. FC Saarbrücken 3:2 (offiziell etwa 83.000 Zuschauer, inoffiziell bis zu 100.000 Zuschauer)

### DFB-Pokalendspiele
- 17. April 1954: VfB Stuttgart – 1. FC Köln 1:0 n. V.
- 9. Juni 1968: 1. FC Köln – VfL Bochum 4:1

(die Endspiele zogen jeweils etwa 60.000 Zuschauer an)

### Länderspiele
- 21. Dezember 1952:  BR Deutschland –  Jugoslawien 3:2 (70.000 Zuschauer)
- 7. April 1960:  BR Deutschland –  Portugal 2:1
- 29. April 1964:  BR Deutschland –  Tschechoslowakei 3:4
- 1. Juni 1966:  BR Deutschland –  Rumänien 1:0

(alle Länderspiele waren Freundschaftsspiele)

### Sonstige Freundschaftsspiele
- 26. Mai 1974:   Südwest-Auswahl –  Brasilien 2:3[8]
- 11. April 1975:   Real Madrid –   FK Pirmasens 1:0

## Galerie

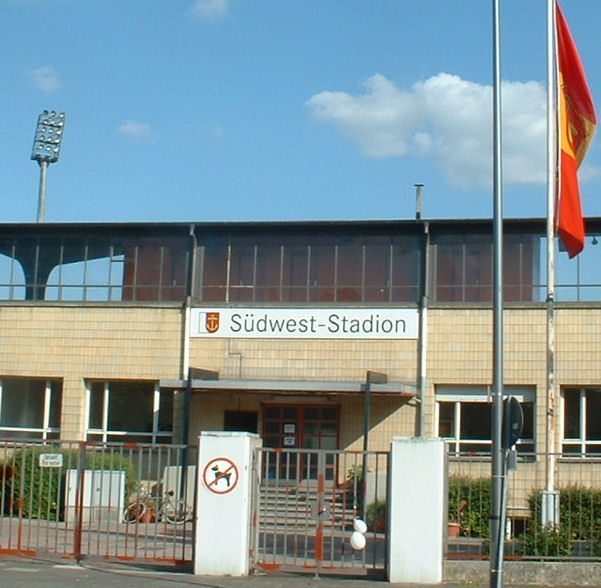
Eingang zum Südweststadion
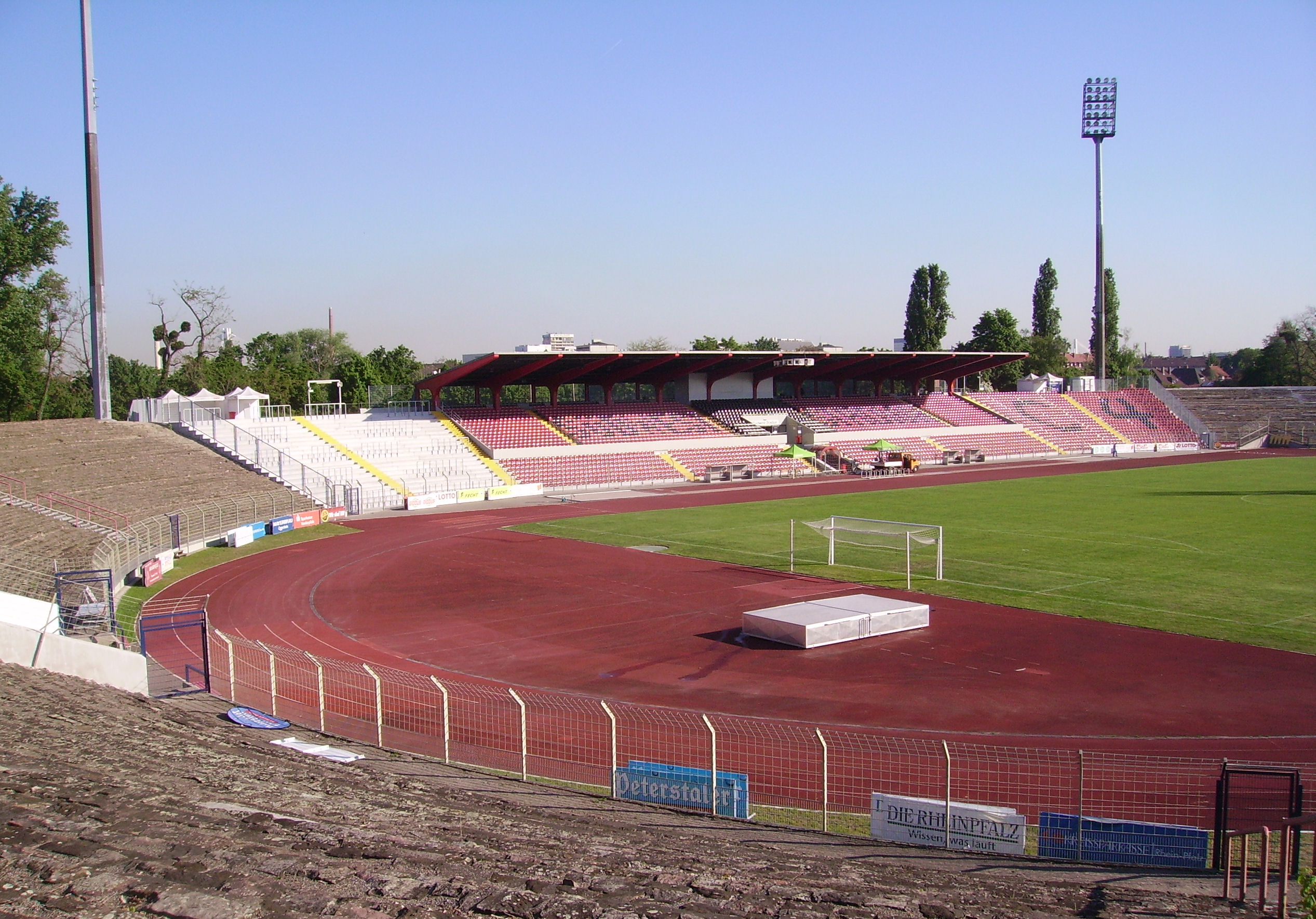
Die Haupttribüne
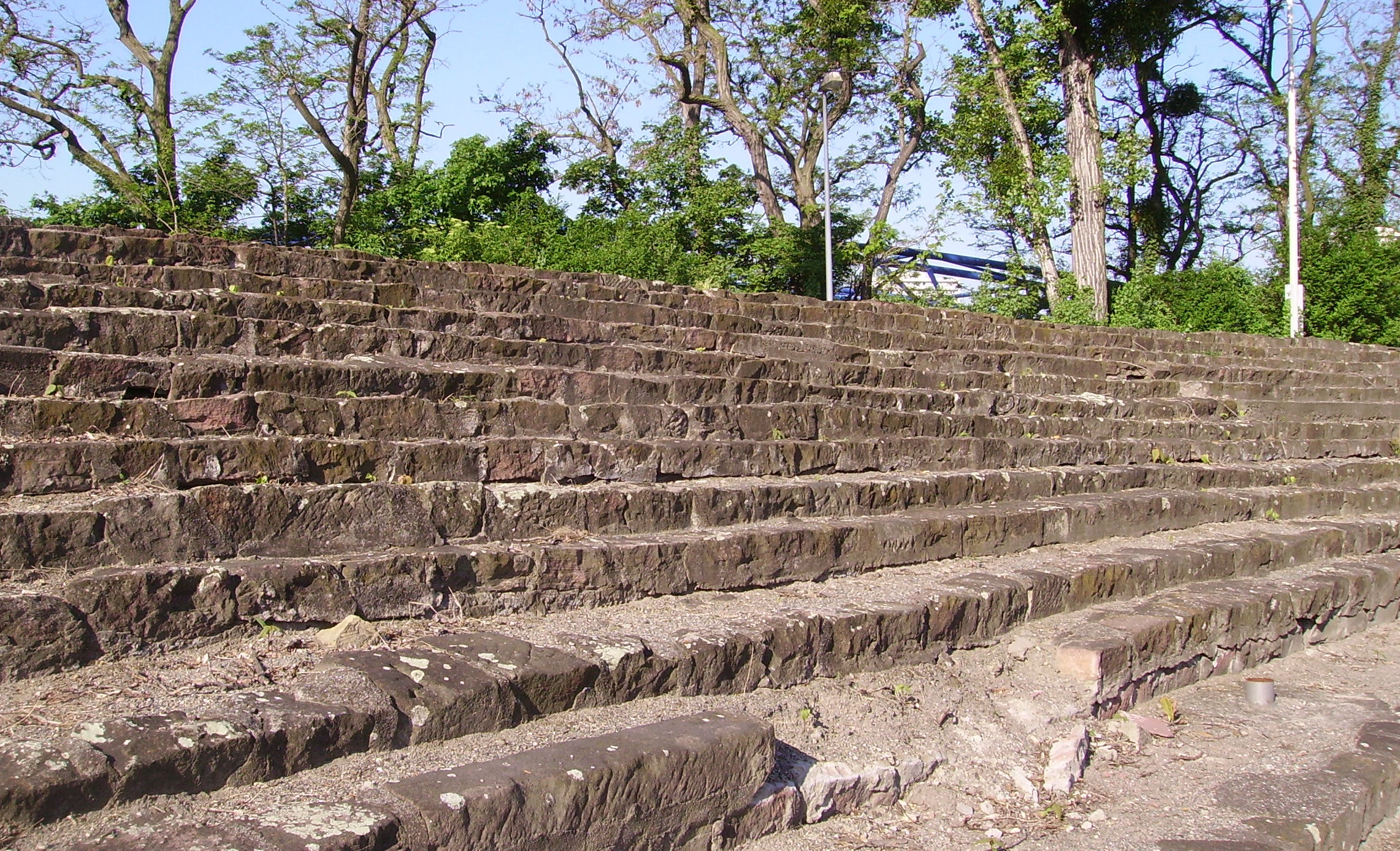
Marode Tribüne des Stadions
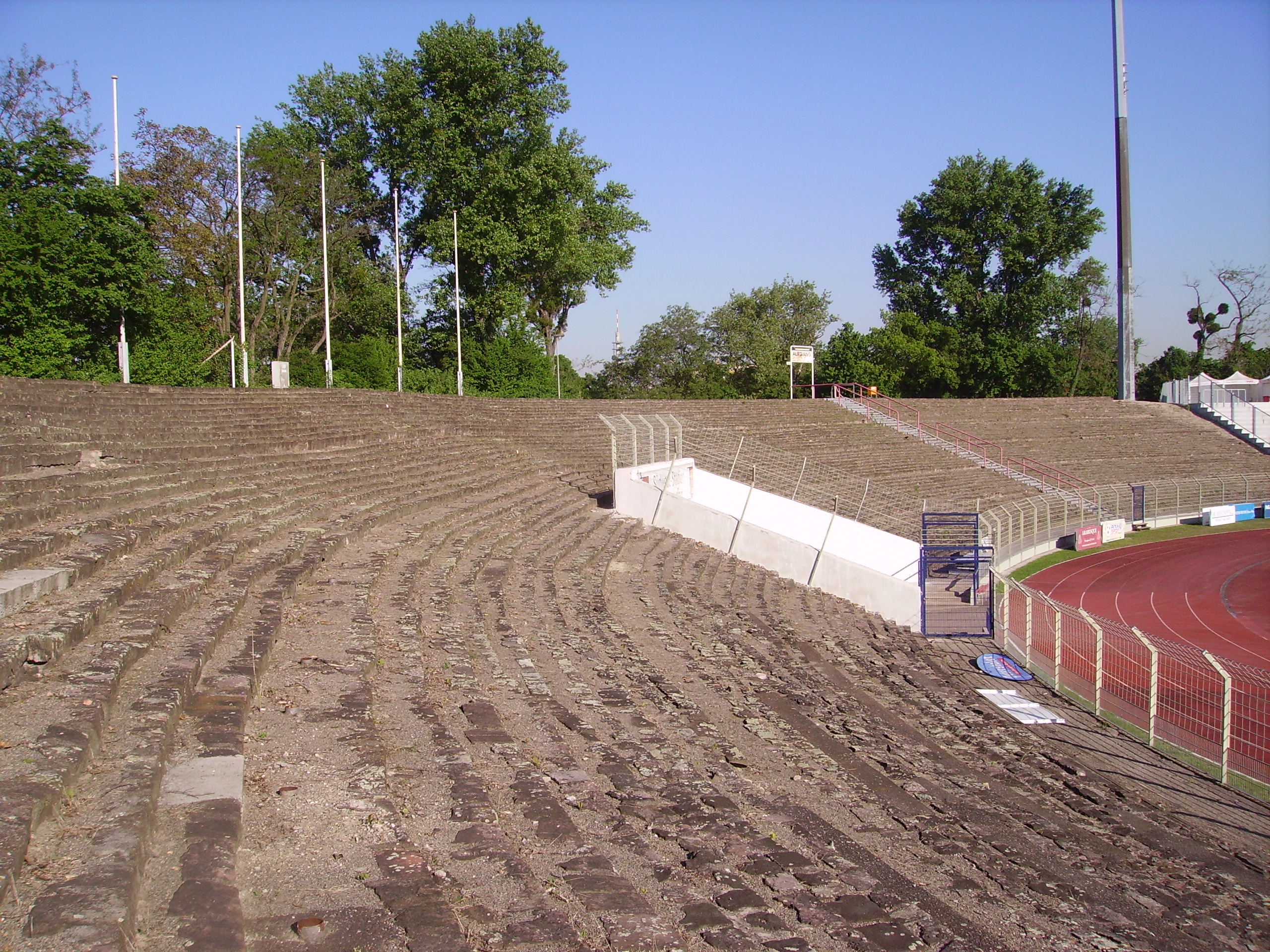
Mai 2008